# Axel Dietrich
Axel Dietrich (* 30. September 1944; † 25. Februar 2017) war ein Kinderdarsteller, Schauspieler und Theaterregisseur.

## Leben
Axel Dietrich, der damals in Karlshorst die Grundschule besuchte, wurde in einem Ferienlager 1955 für die Hauptrolle im DEFA-Kinderfilm  „Bärenburger Schnurre“ von Ralf Kirsten „entdeckt“. Von diesem Zeitpunkt an wurde er in weiteren Filmen sowohl bei der DEFA als auch beim DDR-Fernsehen eingesetzt. Seine Filmeltern waren u. a. Erika Dunkelmann und Harry Hindemith sowie Lore Frisch und Günther Simon. In der Rolle des Peter wirkte er in den ersten beiden Bühnenstücken mit Clown Ferdinand („Clown Ferdinand im Zauberland“ 1957 und „Ferienreise mit Clown Ferdinand“ 1958) im alten Berliner Friedrichstadt-Palast. Ebenso trat er zu dieser Zeit auch im Theater der Freundschaft in Berlin im Theaterstück „Bund der Haifische“ von Gerd Prager auf. Nicht zuletzt hat er Kinderrollen in ausländischen Filmen synchronisiert.
Ab Mitte der sechziger Jahre folgten zunehmend Filmrollen als Jugendlicher bzw. junger Erwachsener. In dieser Zeit nahm er auch Rollenangebote in polnischen und slowakischen Filmen wahr.
Nach dem Abitur 1963 an der Erweiterten Oberschule "Hermann von Helmholtz" (heute Helmholtz-Gymnasium) in Potsdam, absolvierte er Schauspielunterricht bei Marie Borchardt in Berlin. An der Humboldt-Universität zu Berlin studierte er in der zweiten Hälfte der 1960er Jahre Theaterwissenschaft.

## Schaffen
Sein beruflicher Start in der Theaterregie begann Anfang der siebziger Jahre mit Assistenzaufgaben an den Städtischen Bühnen Magdeburg in einem Kollektiv, dem Hans-Dieter Meves, Frank Borisch,  Heinz Czechowski, Henry Hübchen und Heiner Maaß angehörten. Mit der von ihm angestrebten Regiearbeit am Theater war 1973 der Abschied von der Tätigkeit als Filmschauspieler verbunden. Erste eigenständige Inszenierungen wurden ihm am Theater in Karl-Marx-Stadt (heute wieder Chemnitz) übertragen. Die sich daran anschließende Tätigkeit am Stadt-Theater Plauen, seit Ende der siebziger Jahre, war auch mit der Funktion des Oberspielleiters verbunden. In den achtziger Jahren wechselte er als Schauspieldirektor und Regisseur an das Kleist-Theater Frankfurt (Oder).
Daran anschließend war er beim Fernsehen der DDR als Dialogregisseur in Synchronprojekten tätig (u. a. Serie „Erotisches zur Nacht“). Nach 1990 arbeitete er als Theaterregisseur an verschiedenen Bühnen in Deutschland, vor allem am Theater in Lübeck.

## Filmografie
- 1973 Erziehung vor Verdun. Unteroffizier Süßmann, Regie: Egon Günther (Fernsehfilm)
- 1970 Der Streit um den Sergeanten Grischa. Leutnant, Regie: Helmut Schiemann (Fernsehfilm)
- 1970 Nächtliche Mutprobe. Manne, Regie: Klaus Gendries (Fernsehfilm)
- 1970 Folge einem Stern. Bernd, Regie: Peter Hagen (Fernsehfilm)
- 1970 Jazerbina Czerwona. Regie: Czeslaw Petelski / Ewa Petelska
- 1969 Nachbarn (Sasiedzi). Konrad Neumark, Regie: Alexander Scibor-Rylski
- 1969 Rottenknechte. Wilhelm Brenzke, Regie: Frank Beyer (Fernsehfilm)
- 1968 Spur des Falken. Regulärer, Regie: Gottfried Kolditz
- 1968 Mohr und die Raben von London. Spely, Regie: Helmut Dziuba
- 1968 Geheimkommando Ciupaga. Rolf Bogner, Regie: Richard Groschopp
- 1967 Hochzeitsnacht im Regen. Kalle, Regie: Horst Seemann
- 1967 Die Partner. Regie: Wilhelm Gröhl (Fernsehfilm)
- 1966 Trick 17b. Junger Mann, Regie: Hans-Erich Korbschmitt (Fernsehfilm)
- 1965 Die besten Jahre. Schüler, Regie: Günther Rücker
- 1965 Die Abenteuer des Werner Holt. Melder, Regie: Joachim Kunert
- 1965 Entlassen auf Bewährung. Saalbote, Regie: Richard Groschopp
- 1965 Zvony pre bosych (Glocken für Barfüßige). Hans Gruber, Regie: Stanislav Barabas
- 1964 Sozialaristokraten, Regie: Ernst Kahler
- 1964 Egon und das achte Weltwunder. Johnny, Regie: Christian Steinke (Fernsehfilm)
- 1962 For eyes only. Regie: János Veiczi
- 1962 Das zweite Gleis. Elektriker, Regie: Joachim Kunert
- 1961 Flitterwochen ohne Ehemann. Paulchen, Regie: Helmut Spieß
- 1961 Eine Handvoll Noten. Lehrling Heinrich, Regie: Otto Schneidereit / Hellmut Spieß
- 1960 Schritt für Schritt. Rolf Rochlitz, Regie: János Veiczi
- 1958 Meine Frau macht Musik. Rigi, Regie: Hans Heinrich
- 1957 Bärenburger Schnurre. Hansel, Regie: Ralf Kirsten

## Theaterregie (Auswahl)
- 1975 Peter Hacks. „Das Jahrmarktsfest zu Plundersweilern“, Theater Karl-Marx-Stadt
- 1977 Mortimer. „Das Pflichtmandat“, Theater Karl-Marx-Stadt
- 1977 Aristophanis/Peter Hacks. „Der Frieden“, Theater Karl-Marx-Stadt
- 1977 Fugard/Kani/Nishona. „Die Insel“, Theater Karl-Marx-Stadt
- 1977 W. Shakespeare. „Hamlet“, Theater Plauen
- 1978 Henrik Ibsen. „Nora“, Theater Plauen
- 1979 Inge Müller.„Weiberkommödie“ nach „Die Weiberbrigade“, Theater Plauen
- 1981 J.W.v. Goethe. „Torquato Tasso“, Theater Plauen
- 1982 Carlo Goldoni. „Krach in Chiozza“, Theater Plauen
- 1982 W. Shakespeare. „Maß für Maß“, Theater Plauen
- 1985 Viktor Rosow. „Das Nest des Auerhahns“, Kleist-Theater Frankfurt (Oder)
- Jean-Paul Sartre, „Geschlossene Gesellschaft“, Kleist-Theater Frankfurt (Oder)
- 1988 Anton Tschechow. „Der Kirschgarten“, Kleist-Theater Frankfurt (Oder)
- 1997 Pierre Chesnot. „Ein schöner Schlawiner“, Stadttheater Cöpenick
- 1999 Donald A. Wilde. „Eine Herzensangelegenheit“, Stadttheater Cöpenick
- 2000 Anton Tschechow. „Drei Schwestern“, Theater Plauen-Zwickau
- 2000 Curt Goetz. „Ingeborg“, Theater Lübeck
- 2001 Michael Frayms. „Der nackte Wahnsinn“, Theater Lübeck
- 2003 Sally Chessington. „Cash“, Theater Lübeck
- 2003 Curt Goetz, „Hokuspokus“, Theater Lübeck
- 2004 Alan Ayckbourn. „Schöne Bescherungen“, Theater Lübeck
- 2005 Thomas Bernhard. „Am Ziel“, Theater Lübeck
- 2006 Jon Fosse. „Sommertag“, Theater Lübeck (deutschsprachige Erstaufführung)[5]
- 2006 Gerhart Hauptmann. „Die Ratten“, Theater Lübeck
- 2008 Tomo Mirco Pavlovic. „Der alte Tänzer und ich haben Liebe gemacht“, Theater Gießen[6]